# النهر الجاف (نيوساوث ويلز)
النهر الجاف (بالإنجليزية: Dry River)‏ هو نهر يوجد في مقاطعة نيوساوث ويلز، أستراليا.